# Perarella fallax
Perarella fallax is een hydroïdpoliep uit de familie Cytaeididae. De poliep komt uit het geslacht Perarella. Perarella fallax werd in 1914 voor het eerst wetenschappelijk beschreven door Broch. 